# Heliotropium simile
Heliotropium simile är en strävbladig växtart som beskrevs av Wilhelm Vatke. Heliotropium simile ingår i Heliotropsläktet som ingår i familjen strävbladiga växter. Inga underarter finns listade i Catalogue of Life.